# Ночное празднество Венеры
«Ночное празднество Венеры» (лат. Pervigilium Veneris; также «Ночное празднество в честь Венеры» или «Ночное бдение Венеры») — анонимная древнеримская латинская поэма. Точное время её написания неизвестно; современная наука датирует текст IV веком н. э.
Представляет собой лирические излияния несчастно влюблённого, перемешанные с описанием весеннего празднества на Сицилии в честь богини Венеры (имевшего место, вероятно, 1-3 апреля). В поэме описано ежегодное пробуждение растительного и животного мира под воздействием сил богини, что контрастирует с трагической изоляцией от мира несчастного рассказчика. Богиня представляется поэту вездесущим божеством, победоносно властвующим на небе, на земле и в море. Внимание автора поэмы сконцентрировано на мире природы, что является фактически единственным подобным примером в древнеримской поэзии; сама поэма иногда называется переходным произведением от римской к средневековой поэзии.
Стихотворение состоит из 93 восьмистопных трохеев, разделённых припевом («завтра пусть любит тот, кто никогда не любил, и кто раз любил, завтра пусть любит») на строфы неодинаковой величины. Некоторые учёные, например, О. Риббек, считали автором поэмы Луция Флора; но, судя по данным языка, стихотворение написано позже, как минимум во 2-й половине II-го или первой половине III-го века н. э.
Рукописи стихотворения находятся в Парижской национальной библиотеке № 8071 и №10318 («Салмазиевский кодекс», образующий основу так называемой Латинской антологии). В XIX веке Салмазиевский кодекс был издан Ф. Бюхелером (Лейпциг, 1859). Первый перевод поэмы на английский язык был выполнен в 1651 году Томасом Стенли. На русский язык поэму перевёл Ю. Ф. Шульц.